# Udo Jeskarczewski
Udo Jeskarczewski (* 3. Januar 1956) ist ein ehemaliger deutscher Fußballspieler.

## Werdegang
Der Mittelfeldspieler Udo Jeskarczewski gehörte in der Saison 1974/75 zum Kader des Zweitligisten Arminia Bielefeld. Sein Debüt feierte er am 14. Juni 1975, dem letzten Spieltag. Beim 2:0-Sieg der Bielefelder über Alemannia Aachen wurde er in der 60. Minute für Wolfgang Pohl eingewechselt. Am Saisonende verließ er die Arminia mit unbekanntem Ziel.